# William P. Frye
William P. Frye (Lewiston, 1830. szeptember 2. – Lewiston, 1911. augusztus 8.) az Amerikai Egyesült Államok szenátora (Maine, 1881–1911).

## Élete
1850-ben végzett a brunswicki Bowdoin College-ban. Ezt követően jogot tanult, majd felvették az ügyvédi kamarába, és 1853-ban Rocklandben kezdett praktizálni, de később visszatért szülővárosába, Lewistonba.
Politikai karrierje a Maine-i Képviselőházban kezdődött, amelynek 1861–62-ben és 1867-ben is tagja volt. 1866–67-ben Lewiston polgármestere volt, majd 1867 és 1871 között Maine állam főügyésze lett. 1871 és 1881 az Egyesült Államok Képviselőházának a tagja volt. 1881. március 18. és 1911. augusztus 8. között – haláláig – az Egyesült Államok Szenátusának a tagja volt Maine állam képviseletében.
Unokája, Wallace H. White, Jr. 1931 és 1949 között szintén a szövetségi szenátus tagja volt Maine állam képviseletében.